# Bühnenmaler

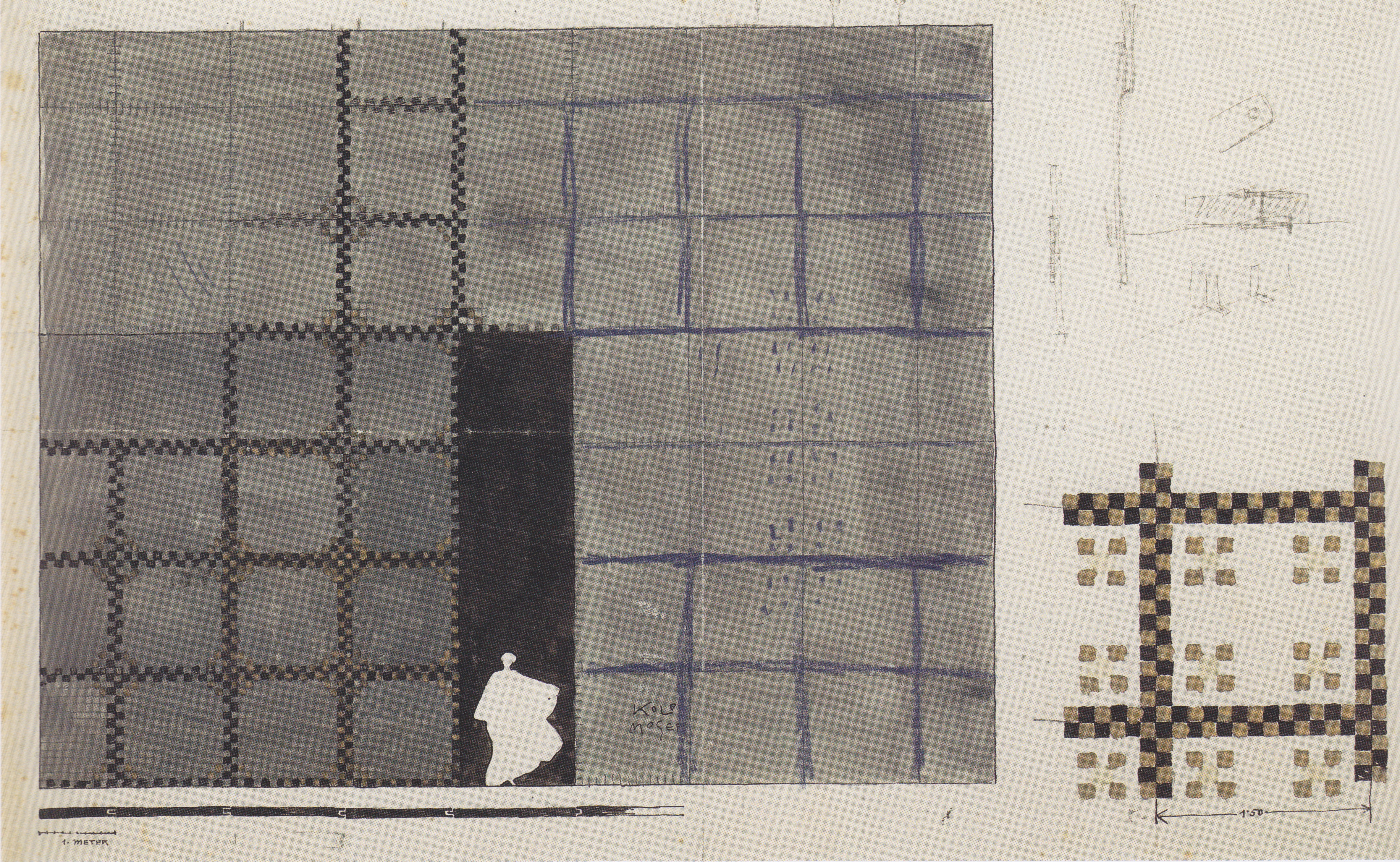
Entwurf für eine Bühnendekoration, Koloman Moser, um 1901

Bühnenmaler und Bühnenplastiker (früher waren es auch Dekorationsmaler oder Kulissenmaler; Schweiz: Theatermaler) sind Fachkräfte vorwiegend im Theater- und Film-, aber zum Teil auch im Messe-, Veranstaltungs- und Ausstellungsbetrieb, die  für die Verfertigung von Kulissen und vergleichbare Dekorationen verantwortlich sind.

## Berufsbild und Ausbildung

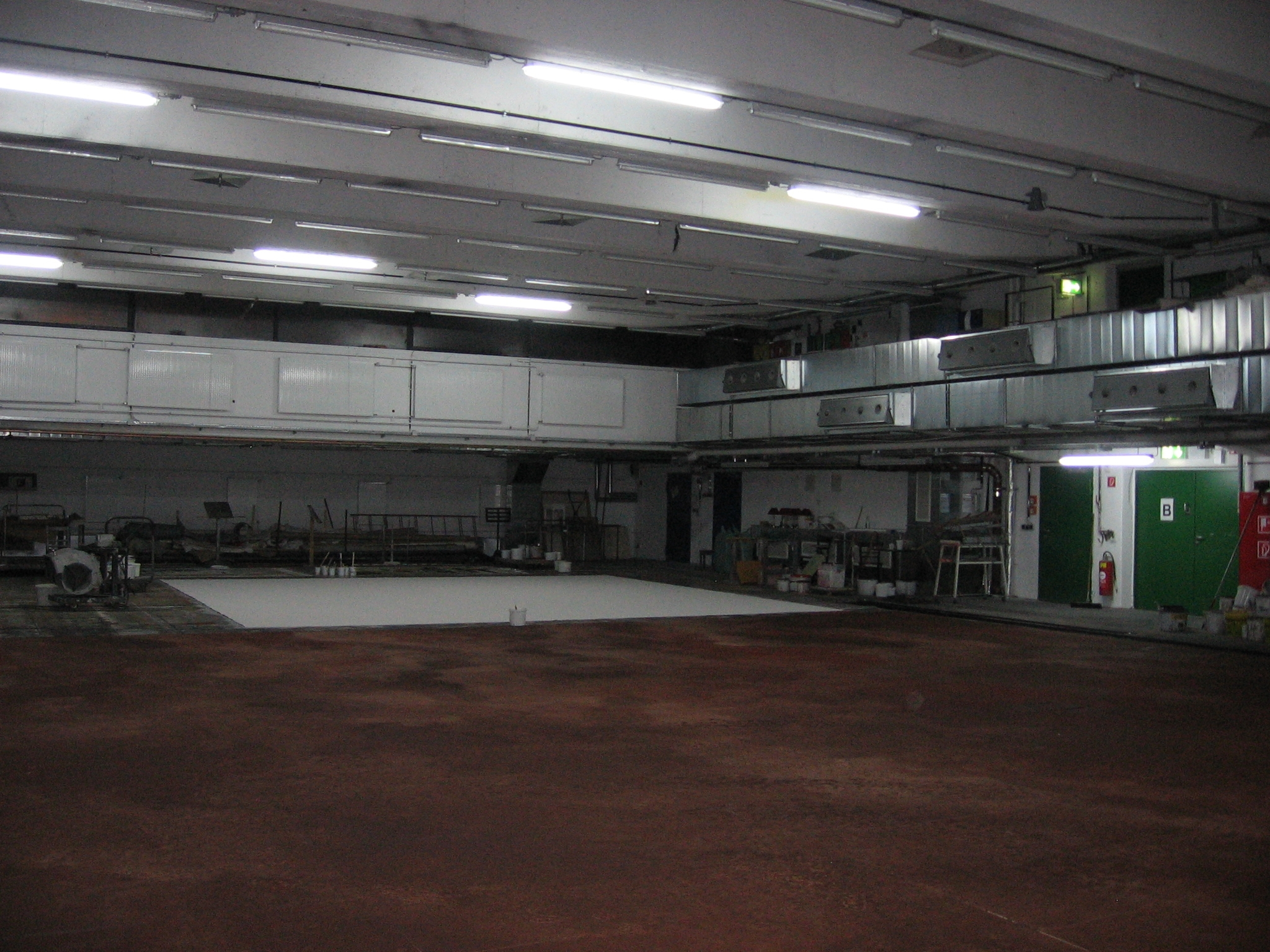
Malersaal des Staatstheaters Darmstadt

Bis zum 19. Jahrhundert bestanden Bühnenbilder hauptsächlich aus bemalten Rückprospekten, für deren Anfertigung die Dekorationsmaler zuständig waren. Der Bedarf in den größeren Städten war immens. Ein erheblicher Teil der Kunstmaler verdiente sich damals den Lebensunterhalt mit solchen Dekorationen. Heute ist der Beruf stärker spezialisiert, und primär für die künstlerisch-handwerkliche Umsetzung der Entwürfe des Bühnenbildners zuständig. Die Bühnenmaler und -plastiker sind je nach Art der Institution und Lage der Aufgabenverteilung auch an der Beratung der Regisseure, Bühnenbildner oder Designer, an der Auswahl und Bestellung der Farben und Materialien und an der Kostenplanung beteiligt.
Bühnenmaler/Bühnenplastiker ist ein in Deutschland seit 2000 anerkannter Ausbildungsberuf. In Österreich ist Bühnenmaler eine Spezialisierung des Lehrberufs Maler und Anstreicher oder eine Ausbildung im Bereich Bildnerische Gestaltung, etwa an einer Fachschule für Malerei und Gestaltung oder einer höheren Lehranstalt für künstlerische Gestaltung. 
Die Ausbildung findet in den ersten beiden Jahren zusammen statt. Im dritten Jahr stehen die Fachbereiche Maler und Plastiker zur Auswahl.
Eine gewisse künstlerische Begabung, Farbsinn und räumliches Vorstellungsvermögen, aber auch Anpassungsfähigkeit an verschiedene künstlerische Stile ist notwendig. Transportieren der Bühnenteile ist vorrangig Aufgabe der Bühnenarbeiter, körperliche Tüchtigkeit und keine Probleme bei langem Stehen sind aber Voraussetzung.

### Bühnenmaler
Bei der Bühnenmalerei liegt der Schwerpunkt auf der farblichen und zweidimensionalen, beim Bühnenplastiker auf der räumlich-dreidimensionalen Gestaltung. Bühnenmaler setzen den Entwurf durch Aufbringen von Oberflächenstrukturen und/oder Bemalen von Kulissen oder Dekorationen um.

### Bühnenplastiker
Bühnenplastiker modellieren Kulissen, bilden Gegenstände oder Lebewesen räumlich nach und sorgen für die Imitation von Oberflächenwirkungen.
Dabei kann es sich um Teile von Hausfassaden, Landschaftsdarstellungen oder aber auch um Statuen von Menschen oder Tieren handeln.  Ebenso fertigen sie bewegliche Elemente oder Kostümplastiken und Ornamente sowie Abgüsse von Gesichtern oder Gliedmaßen an. Wichtig ist, dass sich die Plastiker mit den möglichen Verarbeitungsweisen der unterschiedlichsten Materialien auskennen, die sich für die spezielle Aufgabe eignen, und wissen, wie man ein stabiles und sicheres Element der Bühne herstellt. Es wird häufig mit Styropor gearbeitet. Dieser kann gut geschnitzt werden und bleibt dabei dennoch sehr leicht. Eine weitere verbreitete Technik ist das Abformen von Tonfiguren mit Gips. In die Gipsformen wird eine dünne Gummischicht gegossen.

## Tätigkeitsfeld
In Theatern kommen neben den im Fachhandel für Theaterbedarf erhältlichen Materialien (Pigmente, Strukturpasten, Fertigfarben, Klebstoffe und Ähnliches, im Allgemeinen billig, große Mengen und nicht auf hohe Haltbarkeit gearbeitet) sämtliche Materialien zum Einsatz, da die Bühnenbilder häufig Realismus fordern (alle Arten von Baustoffen, Textilien, Farben). Wesentlich und unter Umständen ein Konfliktpunkt mit dem Bühnenbildner ist, dass sie möglichst leicht sind, elastisch und stoßfest genug, um den Transport der meist aus Holz gebauten Kulissen zu überstehen, und dass sie je nach Verwendung im Bühnenraum den jeweiligen Anforderungen an den Brandschutz genügen, gegebenenfalls schwer entflammbar (Brandschutzklasse B1) oder schwer entflammbar imprägnierbar sind, oder nicht brennbar sein dürfen.
Malerei im eigentlichen Sinne (die Kopie einer beliebigen Vorlage oder freie Gestaltung nach Angaben des Bühnenbildners) wird meist oft auf den Bühnenprospekten, beispielsweise aus Baumwollnessel gefertigt. Die Farben hierfür wie für die Bemalung der übrigen Kulissen sind wegen der sehr großen Flächen meist wasserverdünnbare, wenig lösemittelhaltige Farben, vor allem Plakatfarbe, Dispersionsfarben und Acrylfarben. Trotzdem kommen immer wieder sehr viele verschiedene Stoffe, vor allem auch bei Bühnenplastikern zum Einsatz, weswegen erhöhte Aufmerksamkeit auf den Arbeitsschutz erforderlich ist.
Die Prospekte und Kulissen liegen in der Regel bei der Bearbeitung festgetackert (unter Spannung) auf dem Boden, die Arbeitsgeräte sind überwiegend mit einer oder zwei Händen an Stielen zu benutzen (Pinsel: „Bürsten“ bis ca. 35 cm lang an 2 m langem Stiel, „Landschafter“ bis ca. 10 cm breit an 80 cm langem Stiel), so dass man aufrecht stehend arbeitet. Bei Schablonierarbeiten oder Oberflächenbearbeitungen muss trotzdem überwiegend in der Hocke gearbeitet werden.